# Jonas Thern
Jonas Thern   (Falköping, 20 de març de 1967) fou un futbolista suec de la dècada de 1990.
Fou 75 cops internacional amb la selecció sueca amb la qual participà en la Copa del Món de Futbol de 1990 i 1994.
Pel que fa a clubs, defensà els colors de Malmö FF, SL Benfica, SSC Napoli, AS Roma i Rangers FC.